# Power Strike II (videojuego para Master System)
Power Strike II es un videojuego de matamarcianos programado por Compile y publicado por Sega para la videoconsola Master System en 1993.
Existe otro Power Strike II publicado para Game Gear que en Japón fue llamado GG Aleste II, a pesar de tener el mismo título en occidente son juegos diferentes, ambos pertenecen a la saga Aleste como también el primer Power Strike para Master System llamado Aleste en Japón, ocurre que Power Strike II no tuvo lanzamiento en Japón, solo en Europa.